# Дабар
Дабар или бобар (лат. Castor) је род који укључује 2 водене и копнене животињске врсте (европски и канадски дабар), које су највећи глодари северне хемисфере. Име рода Castor води порекло од грчке речи κάστωρ kastōr. Они су друга по величини врста глодара на свету (након капибара).
Даброви граде бране и своје јазбине користећи гране дрвећа, вегетацију, стене и блато; они глођу дрвеће које користи као материјал за градњу. Бране ограничавају проток воде, а јазбине (некада називане и ложе) служе као склоништа. Њихов рад ствара мочваре које користе многе друге врсте, а због утицаја на друге организме у екосистему, даброви се сматрају кључном врстом. Одрасли мужјаци и женке живе у моногамним паровима, скупа са својим потомцима. Након прве године, млади помажу родитељима да поправљају бране и јазбине; старија браћа и сестре такође могу помоћи у подизању младунчади. Даброви држе територије и обележавају је користећи хумке направљене од блата које имају јак мирис, мирис кастореума — течне супстанце која се излучује кроз кесице не на мокраћној цеви. Даброви такође могу препознати своје сроднике по излучевинама аналних жлезда и вероватније ће их толерисати као комшије.
Историјски гледано, даброви су ловљени због крзна, меса и кастореума. Кастореум се користио у медицини, производњу парфема и за ароме хране; даброва крзна је била главни покретач трговине крзном. Пре него што је почела систематска заштита даброва у 19. и раном 20. веку, прекомерни лов је скоро истребио обе врсте. Популација се од тада опоравила и на Црвеној листи IUCN-а су наведене као најмање угрожене. У људској култури, дабар симболизује марљивост, посебно у вези са градитељством. Дабар је национална животиња, симбол Канаде.

## Етимологија
Енглеска реч beaver потиче од староенглеске речи beofor или befor а везује се за немачку реч biber и холандска реч bever. Крајње порекло речи је индоевропски корен за реч браон (енгл. brown). Име рода Castor води порекло од грчке речи κάστωρ kastōr.

## Таксономија
У данашње време постоје две врсте: северноамерички дабар (Castor canadensis) и евроазијски дабар (C. fiber). Евроазијски дабар је нешто дужи са издуженом лобањом, троугластим носним шупљинама — за разлику од четвртастих код северноамеричких врста — светлије боје крзна и ужим репом.
Карл Лине је осмислио назив рода Castor 1758; он је такође сковао специфични епитет (врсте) fiber. Немачки зоолог Хајнрих Кул ккреирао је назив C. canadensis 1820. године. Међутим, није потврђено да су одвојене врсте све до 1970-их када су хромозомски докази постали доступни. (Евроазијска врста има 48 хромозома, наспрам северноамеричке са 40.) Пре тога, многи су их сматрали истом врстом. Разлика у броју хромозома онемогучује укрштање. Класификовано је 25 подврста за C. canadensis и девет за C. fiber.

### Еволуција
Даброви припадају подреду глодара Castorimorpha, заједно са Heteromyidae и гоферима. Савремени даброви су једини чланови породице Castoridae. Они су настали у Северној Америци током касног еоцена и колонизовали су Евроазију преко Беринговог копненог моста у раном олигоцену, поклапајући се са Grande Coupure, периодом значајних промена у животињским врстама, пре око 33 милиона година.
Базални касториди су имали неколико јединствених карактеристика; сложенија оклузија између зуба, паралелне редове горњих зуба, преткутњаци су тек нешто мањи од кутњака, присуство трећег сета преткутњака (П3), отвор у стубу унутрашњег ува, глатка палатинска кост (са непчаним отвором ближе задњем крају кости) и дужа њушка. У већој мери изведени касториди имају мање сложену оклузију, горње зубне редове који стварају „V”-облик према позади, веће друге преткутњаке у поређењу са кутњацима, одсуство трећег сета премолара и отвора за узенгије, више ужљебљена палатина (са отвором помереним ка напред ), и смањен инцизивни форамен. Чланови потфамилије Palaeocastorinae појавили су се у касном олигоцену Северне Америке. Ова група се састојала првенствено од мањих животиња са релативно великим предњим ногама, спљоштеном лобањом и смањеним репом, што је све одлике фосоријалног (копачког) начина живота.
У раном миоцену (пре око 24 милиона година), касториди су развили полуводени начин живота. Чланови потпородице Castoroidinae се сматрају сестринском групом модерних даброва, а укључују дивове попут Castoroides из Северне Америке и Trogontherium из Евроазије. Процењује се да је Castoroides имао дужину од 1,9–2,2 m и тежину од 90–125 kg. Фосили једног рода у Castoroidinae, Dipoides, пронађени су у близини гомила сажваканог дрвета, иако се чини да је био инфериорнији дрвосеча у поређењу са Castor. Истраживачи сугеришу да су савремени даброви и Castoroidinae имали заједничког претка који је јео кору. Изградња брана и јазбина се вероватно развила из једења коре и омогућила је дабровима да преживе у оштрим зимама субарктика. Не постоје убедљиви докази да се ово понашање јавља код врста које нису део рода Castor.
Род Castor вероватно потиче из Евроазије. Најранији фосилни остаци C. neglectus су пронађени у Немачкој и датирани су на пре 12–10 милиона година. Студије митохондријалне ДНК постављају заједничког претка две живе врсте на пре око 8 милиона година. Преци северноамеричког дабра су могли да пређу Берингов копнени мост пре око 7,5 милиона година. Могуће је да се Castor такмичио са члановима Castoroidinae, што је довело до диференцијације ниша. Фосилна врста C. praefiber је вероватно била предак евроазијског дабра. C. californicus из раног плеистоцена Северне Америке био је сличан, али већи од постојећег северноамеричког дабра.

## Врсте
- Европски дабар
- Канадски дабар

## Карактеристике
Даброви су други по величини живи глодари, после капибара. Имају дужину главе и тела 80–120 cm, од чега је реп дужине 25–50 cm, висина рамена 30–60 cm и обично су тешки између 11 и 30 килограма, али достижу тежину до 50 килограма.
Мужјаци и женке су по изгледу готово идентични. Њихова тела су аеродинамична, попут тела морских сисара, а робусна грађа им омогућава да вуку тежак терет. Длака дабра има 12.000–23.000 длака/cm 2 и има функцију да одржава животињу топлом, помаже јој да плута у води и штити је од предатора. Заштитне длаке су 5–6 cm дуге и типично црвенкасто браон, али могу да варирају од жућкасто браон до скоро црне. Поддлака је дижине 2–3 cm и тамносиве је боје. Даброви се митаре сваког лета.
Даброви имају велике лобање са снажним мишићима за жвакање. Имају четири секутића у облику длета који  расту током живота. Секутићи су прекривени дебелом глеђи којој  једињења гвожђа дају наранџасто или црвенкасто-браон боју. Доњи секутићи имају корене који су дуги скоро као цела доња вилица. Даброви имају један преткутњак и три кутњака на све четири стране вилице, што додаје до 20 зуба. Кутњаци имају вијугаве гребене за млевење дрвенастог материјала. Очи, уши и ноздрве су распоређене тако да могу да буду изнад воде док је остатак тела у води. Ноздрве и уши имају залиске који се затварају под водом, док мембране покривају очи. Да би се гркљан и душник заштитили од воде, епиглотис се налази у носној шупљини уместо у грлу. Поред тога, задњи део језика може да се подигне. Усне дабра могу да се затворе иза секутића, спречавајући да вода уђе у уста док секу и гризу предмете док су у води.
Предње ноге дабра му омогућавају високу покретљивост, што им даје могућност да вешто хватају и управљају предметима или храном, као и да копају. Задње ноге су веће и имају мрежаста стопала, а други унутрашњи прст има „двоструки нокат“ који се користи за негу тела. Даброви могу да пливају брзином 8 километара на част; само задње ноге користе се за пливање, док се предња стопала склапају испод груди. На површини, задњи удови се гурају један за другим; док су под водом, крећу се у исто време. Даброви нису нарочито спретни на копну, али могу брзо да се крећу када се осећају угрожено. Могу носити предмете док ходају на задњим ногама.
Препознатљив реп дабра има купасту, мишићаву основу; преостале две трећине су равна и љускава. Реп има више функција: пружа подршку животињи када је у усправном положају (на пример када глође дрво), има функцију кормила када плива и складишти масноћу за зиму. Такође има противструјни систем крвних судова који омогућава животињи да губи топлоту при топлом времену и задржи топлоту на ниским температурама.
Полни органи дабра налазе се унутар тела, а пенис мужјака има хрскавични бакулум. Полни органи имају само један отвор, клоаку, који се користи за репродукцију, обележавање мириса, дефекацију и мокрење. Клоака је еволуирала секундарно, пошто већина сисара нема функционалну клоаку. Црево дабра је шест пута дуже од његовог тела, а слепо црево је дупло већи од његовог стомака. Микроорганизми у слепом цреву им омогућавају да прераде око 30 процената целулозе коју једу. Дабар врши нужду у води. Женке дабра имају четири млечне жлезде; они производе млеко са 19 процената масти, што је већи садржај масти од осталих глодара. Даброви имају два пара жлезда: рицинусове кесе, које су део уретре, и аналне жлезде. Рицинусове врећице луче кастореум, течну супстанцу која се користи углавном за обележавање територије. Аналне жлезде производе масну супстанцу коју дабар користи као водоотпорну маст која је важна за длаку животиње. Супстанца игра улогу у препознавању појединца и породице. Анални секрет је тамнији код женки него код мужјака међу евроазијским дабровима, док је обрнуто за северноамеричке врсте.
У поређењу са многим другим глодарима, мозак дабра има хипоталамус који је много мањи од великог мозга; ово указује да имају релативно развијен мозак са вишом интелигенцијом. Мали мозак је велики, што омогућава животињи да се креће унутар тродимензионалног простора (као што је под водом), слично веверицама које се пењу на дрвеће. Неокортекс им углавном служи за додир и слух. Додир им је боље развијен рукама него репом. Вид код дабра је релативно лош; они не види тако добро под водом, као видра. Даброви имају добар њух, који користе за откривање копнених предатора и за преглед трагова мириса, хране и других јединки.
Даброви могу да задрже дах чак 15 минута, али обично остају под водом не више од пет или шест минута. Када зароне, то обично трају краће од 30 секунди и не дубље од 1 метра. Када зароне, број откуцаја срца им се смањује на 60 откуцаја у минути, упола од нормалног темпа, а проток крви је усмерен више ка мозгу. Тело дабра такође има високу толеранцију на угљен-диоксид. Када израња, животиња може да надокнади 75 процената ваздуха у плућима само једним дахом, док људска врста може да надокнади свега 15 процената.

## Дистрибуција и статус врсте
Црвени списак IUCN сисара наводи обе врсте даброва као најмање угрожене врсте. Северноамерички дабар је распрострањен у већем делу Сједињених Америчких Држава и Канаде и може се наћи у северном Мексику. Врста је плански уведена у Финску 1937. (а затим се проширила на северозападну Русију) и на Огњену земљу 1946. Током 2019. уведена популација северноамеричких даброва у Финској се приближавала природном станишту евроазијског дабра.  Уведена популација у Огњеној земљи процењује се на 35.000–50.000 јединки (према подацима из 2016).
Кроз историју, северноамерички дабар је био ловљен и скоро истребљен јер је његово крзно било веома тражено. Програм заштите је омогућио да се популација даброва на континенту врати на процењених 6–12 милиона до краја 20. века; што је и даље далеко ниже од првобитно процењених 60–400 милиона северноамеричких даброва, пре почетка трговине крзном.
Потез станишта евроазијског дабра је историјски обухватао већи део Евроазије, али је био десеткован ловом почетком 20. века. У Европи, даброви су сведени на фрагментисане популације. Процењује се да има око 1.200 јединки даброва у Рони у Француској, Лаби у Немачкој, јужној Норвешкој, реци Њемен и басену Дњепра у Белорусији и реци Вороњеж у Русији. Даброви су у међувремену населили области у којима су раније били заступљени, првенство кроз политику очувања и поновног увођења јединки. Популације даброва сада се простире широм западне, централне и источне Европе, западне Русије и Скандинавског полуострва. Почев од 2009. године, даброви су успешно поново уведени у делове Уједињеног Краљевства. Ажурирано: 2020., укупна популација евроазијских даброва у Европи процењена је на преко милион јединки. Мала изворно настањена популација дабра је такође присутна у Монголији и северозападној Кини, где је њихов број процењен на 150 и 700 јединки, према подацима из 2016. Према новозеландском Закону о опасним супстанцама и новим организмима из 1996. године, даброви су класификовани као „забрањени нови организми“ и законски се спречава увођење или узгој врсте.

## Екологија
Даброви живе у слатководним екосистемима као што су реке, потоци, језера и баре. Вода је најважнија компонента станишта дабра; пливају и роне у њој, вода им пружа уточиште од предатора активних на копну. Вода такође ограничава приступ њиховим јазбинама другим врстама и омогућава им да лакше померају објекте. Даброви преферирају спорије токове, обично са нагибом (стрмином) од један проценат, иако су забележени коришћењем токова са нагибом до 15 процената. Даброви чешће бораве у ширим потоцима него у ужим. Они такође преферирају подручја без редовних поплава и могу напустити станиште након значајне поплаве.
Даброви обично бирају равне пределе са разноликом вегетацијом близу воде. Северноамерички даброви више воле када је дрвеће 60 метара или мање удаљено од воде, али ће ићи још неколико стотина метара да пронађе више дрвећа. Даброви су забележени и у планинским пределима. Неки даброви ће привремено користити одређена станишта пре него што пронађу простор где ће изградити свој идеалан дом. То укључује мале потоке, привремене мочваре, јарке и дворишта. Овим локалитетима недостају важни ресурси, тако да животиње тамо не остају трајно. Даброви се све више насељавају у или близу окружења које је створио човек, укључујући пољопривредна подручја, предграђа, голф терене и тржне центре.
Даброви су биљоједи. Током пролећа и лета углавном се хране зељастим биљем као што су лишће, корење, биље, папрат, трава, шаш, локвањ, водена бразенија и шевар. Током јесени и зиме једу више коре и камбијума дрвенастих биљака; Дрвеће и жбуње које се конзумирају укључују јасику, брезу, храст, дрен, врбу и јову. Постоји одређена неслагања међу научницима око тога зашто даброви бирају одређене дрвенасте биљке; нека истраживања су показала да даброви чешће бирају врсте које се лакше сваре, док друга предлажу да се даброви углавном бирају избор хране на основу величине стабљике. Даброви могу да спремају храну за зиму, нагомилавајући дрва у најдубљем делу воденог станишта где друге врсте не могу да га досегну. Ова складишта су познат као сплав. Дабар приступа сплаву пливајући испод леда. Многе популације евроазијског дабра не праве сплавове, већ се хране на копну током зиме.
Даброви обично живе до 10 година. Мачке, пси и медведи их лове. Даброви су заштићени од предатора када су у својим јазбинама и радије остају у близини воде. Паразити који погађају овру врсту укључују бактерију Francisella tularensis, која изазива туларемију; протозоа Giardia duodenalis, која изазива даброву грозницу; као и даброва буба и гриње из рода Schizocarpus. Такође је забележено да могу бити заражени вирусом беснила.

### Инфраструктура
Дабровима је потребно дрвеће и жбуње како би га користили као грађевински материјал за изградњу бране, које ограничавају текућу воду чиме се формира водена површина у којој ће живети дабар, као и за лође, које служе као склоништа и уточишта од предатора. Уколико немају доступан такав материјал, даброви копају јазбине на обали. Градња брана почиње крајем лета или почетком јесени, а поправљају их кад год је потребно. Даброви могу да посеку дрвеће ширине до 15 cm широко за мање од 50 минута. На дебљем дрвећу, ширине 25 cm или више, даброви раде сатима. Када глођу дрво, даброви комбинују коришћење леве па десне стране уста. Гране дрвећа се затим секу и носе на одредиште помоћу снажних мишића вилице и врата. Други грађевински материјали, попут блата и камења, држе за предње удове и стављају између браде и груди.
Даброви почињу да граде бране када чују текућу воду. Звук цурења у брани их покреће да је поправе. Да би изградили брану, даброви слажу релативно дугачке и дебеле трупце између обала, у супротним правцима. Тешке стене одржавају стабилност, а између њих је набијена трава. Даброви настављају да гомилају још материјала док се брана не спусти у правцу узводно. Бране могу бити у висини од 20 cm до 3 m и могу се протезати од 0.3 m до неколико стотина метара дужине. Бране које прави дабар су ефикасније у засустављању тока воде и креирању спорог цурења воде него што су бране које прави човек. Даброви који живе на језерима не морају да граде бране.
Даброви праве две врсте брлога: обалске брлоге и брлоге на отвореној води. Обалски брлози су јазбине ископане дуж обале и прекривене грањем. Сложенији самостојећи брлози на отвореној води изграђени су на платформи од нагомиланих дрвених грана. Брлог је углавном запечаћен блатом, осим рупе на врху која служи као отвор за ваздух. У оба типа јазбине се улази испод воде. Надводни простор унутар брлога познат је као дневна соба, а трпезарија може постојати близу улаза у воду. Породице рутински чисте стари биљни материјал и уносе нови.
Северноамерички даброви граде више брлога на отвореном од евроазијских даброва. Брлози које су изградиле неискусне јединке су обично мале и аљкаве. Искусније породице могу градити структуре висине од 2 метра и пречника изнад воде од 6 метара. Брлог је довољно чврст да издржи надолазећу зиму може бити завршен за само две ноћи. Оба типа брлога могу бити изграђене на једном станишту. Током лета, даброви имају тенденцију да користе брлоге при обалама да се расхладе. Током зиме користе брлоге на отвореном. Отвор за ваздух обезбеђује вентилацију, а новододани угљен-диоксид се може рашчистити за сат времена. Брлог остаје конзистентна по питању нивоу кисеоника и угљен-диоксида из сезоне у сезону.
Даброви ће у неким областима копати канале повезане са  рибњацима. Канали се пуне подземним водама и омогућавају дабровима приступ и лакши транспорт ресурса, као и да побегну од предатора. Ови канали могу да се протежу до 1 метра ширине, преко 0.5 километара дубине и преко 0.5 километара дугачак. Претпоставља се да канали даброва нису само транспортни путеви, већ и продужетак њиховог „централног места“ око дома и/или складишта хране. Док вуку дрво по земљи, даброви за собом остављају трагове, и ову руту поново користе када померају нови материјал.

### Последице по животну средину
Дабар у екосистемима има улогу инжењера екосистема јер његове активности могу имати велики утицај на пејзаж и биодиверзитет неког подручја. Поред људи, свега неколико других животиња чини толико утицаја да обликују своју околину. Када граде бране, даброви мењају путеве потока и река, омогућавајући стварање обимних мочварних станишта. У једној студији, даброви су били доведени у везу са великим порастом у областима отворених вода. Када су се даброви вратили у неко подручје, током суше је било доступно 160% више отворене воде него претходних година, када их није било. Бране које креирају даброви такође доводе до виших нивоа воде у окружењу минералног земљишта и у мочварним подручјима попут тресетишта. Нарочито у тресетишту, бране стабилизују ниво воде који се стално мења, што доводи до већег складиштења угљеника.
Језера у којима обитавају даброви и мочваре на које се често наслањају, уклањају седименте и загађиваче из водених токова и могу зауставити губитак важних земљишта. Ова језера могу повећати продуктивност слатководних екосистема акумулацијом азота у седиментима. Активност дабра може утицати на температуру воде; у северним географским ширинама лед се отапа раније у топлијим водама где дабар обитава. Даброви могу допринети климатским променама. У арктичким областима, поплаве које стварају могу изазвати одмрзавање пермафроста, ослобађајући метан у атмосферу.
Како се формирају мочваре и повећавају приобална станишта, водене биљке почињу да се шире у новодоступном воденом станишту. Једна студија спроведена у Адиорнак планинама открила је да је рад даброва довео до повећања за више од 33 процента броја зељастих биљних врсти дуж ивице воде. Друга студија, спроведена у полусушном источном Орегону открила је да се ширина приобалне вегетације на обалама потока повећала неколико пута како су бране даброва заливале претходно суве пределе поред потока. Чини се да приобални екосистеми у сушним подручјима садрже више биљног живота када су изграђене бране. Језера у којима живе даброви су уточиште за биљке на обали током шумских пожара и обезбеђују им довољно влаге да се одупру сличним пожарима. Уведени даброви на Огњеној земљи су били узрок уништавања старе шуме. За разлику од дрвећа у Северној Америци, многа стабла у Јужној Америци не могу поново да израсту након што су посечена.
Активност дабра утиче на заједнице водених бескичмењака. Преграђивање обично доводи до пораста спорих или непокретних водених врста, попут правог вилиног коњица, малочекињаствих црва, пужева и дагњи. Ово је на штету брзих водених врста као што су црне мушице, камене мушице и друге врсте. Поплаве које даброви стварају доводи до нестанка више стабала, пружајући више станишта за копнене бескичмењаке као што су муве Drosophila и поткорњаци, који живе и размножавају се у мртвом дрвету. Присуство даброва може повећати популацију дивљег лососа и пастрмке, као и просечну величину ових рибних врста. Ове врсте користе станишта даброва за мрешћење, зимовање, исхрану и као уточиште од последица промена у протоку воде. Чини се да позитивни ефекти дабрових брана на рибе надмашују негативне ефекте, као што је блокирање миграције. Показало се да су језера у којима станују даброви корисна за популације жаба тако што штите подручја за сазревање ларви у топлој води. Стабилне воде дабрових бара такође пружају идеално станиште за слатководне корњаче.
Даброви помажу воденим птицама стварајући повећане површине воде. Показало се да ширење приобалне зоне повезано са бранама даброва повећава бројност и разноврсност птица које фаворизују ивицу воде, што је утицај који може бити посебно важан у пределима где је доминатна степска клима. Птице које једу рибу користе даброва станишта за исхрану, а у неким областима се одређене врсте појављују чешће на местима где су даброви били активни него на местима где нису били активни. У истраживању потока и река у Вајомингу, водотоци у близини којих живе даброви имали су 75 пута више патака од оних без њих. Како се дрвеће уклања и потапа радом даброва, оно постаје идеално станиште за детлиће, који изрезују шупљине које касније могу користити друге врсте птица. Одмрзавање леда изазвано деловањем дабра у екосистемима у северним географским ширинама омогућава канадским гускама да се раније гнезде.
Остали полуводени сисари, као што су водене волухарице, бизамски пацови, куне и видре, склањаће се у јазбине за даброве. Модификације које на водено станиште врше даброви, су у Пољској створили станишта повољна за врсте слепих мишева који се хране на површини воде и „више воле умерену вегетацију“. Велики биљоједи, као што су неке врсте јелена, имају користи од активности даброва јер могу приступити вегетацији са обореног дрвећа и језера.

## Понашање
Даброви су углавном активни ноћу и око сумрака, а остатак дана проводе у својим склоништима. У северним географским ширинама, активност дабра је одвојена од 24-часовног циклуса, током зиме циклус може трајати до 29 сати. Не хибернирају током зиме и велики део времена проводе у својим јазбинама.

### Породични живот
Срж друштвене организације дабра је породица коју чине одрасли мужјак и одрасла женка као моногамни пар и њихово потомство. Породице даброва могу имати чак десет чланова; групе ове величине захтевају више јазбина. Међусобно дотеривање, уређивање и играње одржавају везе између чланова породице, а агресија међу њима је неуобичајена.
Одрасле јединке се паре са својим моногамним партнерима, иако се чини да је замена партнера уобичајена. Дабар који изгуби партнера чекаће да наиђе други. Циклуси еструса почињу крајем децембра и достижу врхунац средином јануара. Женке могу имати два до четири циклуса по сезони, од којих сваки траје 12-24 часа. Пар се обично пари у води и у мањој мери у јазбини, пола минута до три минута.
У пролеће и лето, након три месеца, рађа се до четири младунца. Новорођени даброви су потркушци са пуним крзном и могу отворити очи у року од неколико дана након рођења. Мајка је примарни старатељ, док отац одржава територију. Старија браћа и сестре из претходног легла такође имају одређену улогу.
Након што се роде, младунчак проводе први месец до два у јазбини. Младунчад сисају чак три месеца, али могу да једу чврсту храну у другој недељи и ослањају се на своје родитеље и старију браћу и сестре да им је донесу. На крају, мландучад истражују изван јазбине и сами се хране, али могу пратити старијег рођака и држати им се за леђа. Након прве године, млади даброви помажу својим породицама у изградњи. Даброви полно сазревају у периоду од око 1,5-3 године. Постају самостални са две године, али остају са родитељима још годину дана или више током периода несташице хране, велике густине насељености или суше.

### Територијална распрострањеност
Даброви обично одлазе из својих родитељских колонија током пролећа или када се зимски снег топи. Често путују мање од 5 километара, али одласци и на велике удаљености нису неуобичајена када су претходни колонизатори већ експлоатисали ресурса одређеног простора. Даброви су у стању да путују на веће удаљености када је доступна вода која слободно тече. Појединци могу срести своје партнере током ове фазе напуштања родитељске колоније; у томс лучају пар путује заједно. Можда ће им требати недеље или месеци да стигну до коначног одредишта; за веће удаљености може бити потребно неколико година. Даброви заузимају и бране територије дуж обала својих језера, које могу бити од 1 до 7 километара у дужини.
Даброви обележавају своје територије градећи јазбине од блата и вегетације, обележене касторијалним жлездама, специфичним мирисом који служи за распознавање територије. Мирис се појачава у пролеће, током одласка једногодишњих јединки, да би се одвратили уљези. Даброви су генерално нетолерантни према уљезама и туче могу довести до дубоких угриза. Они показују понашање познато као „ефекат драгог непријатеља“; власник територије ће истражити и упознати се са мирисима својих суседа и агресивније реаговати на мирисе странаца који пролазе. Даброви су такође толерантнији према појединцима који су им сродници. Препознају их путем свог оштрог чула мириса, помоћу чега могу да открију разлике у саставу секрета аналних жлезда. Профили лучења аналних жлезда су сличнији међу рођацима него код несродника.

### Комуникација
Даброви у оквиру породице се поздрављају цвиљењем. Младунчад ће привући пажњу одраслих звуковима налик мјаукања, шкрипе и плача. Када се бране, даброви шиштаво реже и шкргућу зубима. Ударци репом, који подразумевају да животиња удара репом о површину воде, служе као алармни сигнали који упозоравају друге даброве на потенцијалну претњу. Лупање репом одрасле јединке успешније је у упозоравању других, у којем случају ће остале јединке побећи у јазбину или дубљу воду. Младе јединке не знају да правилно користе сигнал ударца репом, па се обично игноришу.

## Интеракције са људима
Даброви понекад долазе у сукоб са људима због коришћења земљишта; појединачни даброви могу бити означени као „штеточине“. Даброви могу оштетити усеве, дрвну грађу, путеве, јарке, баште и пашњаке глођањем, исхраном, копањем и поплавама. Повремено нападају људе и кућне љубимце, посебно када су заражени беснилом, у одбрани своје територије или када се осећају угрожено. Неки од ових напада су били фатални, укључујући најмање једну људску жртву. Даброви могу да пренесу паразитску болест („даброву грозницу“) инфицирањем површинских вода, иако су епидемије чешће узроковане активношћу људи.
Проточни уређаји користе се за управљање поплавама које изазивају даброви, док ограде и платно штите дрвеће и жбуње од оштећења које даброви проузрокују. Ако је потребно, за уклањање брана користе се ручни алати, тешка опрема или експлозив. Лов, хватање у замку и пресељење могу бити дозвољени као облици контроле популације и уклањања јединки. Владе Аргентине и Чилеа су одобриле хватање инвазивних даброва у нади да ће их елиминисати. Еколошки значај даброва довео је до тога да градови попут Сијетла дизајнирају своје паркове и зелене површине спрам потреба животиња. Даброви називани Мартинез постали су познати средином 2000-их по својој улози у побољшању екосистема потока Алхамбра у Мартинезу у Калифорнији.
У зоолошким вртовима се примерци даброва налазе барем од 19. века, мада не  често. У заточеништву, даброви су коришћени за забаву, крзно и за поновно увођење у дивљину. Дабровима у заточеништву је потребан приступ води, супстрату за копање и вештачким склоништима. Арчибалд Стансфелд, познат као Сива сова, Белани био је пионир у очувању даброва почетком 20. века. Белани је написао неколико књига и први је професионално снимио даброве у природном окружењу. Током 1931. преселио се у брвнару у Националном парку Принца Алберта, где је био „чувар паркских животиња“ и одгајао је пар даброва и њихова четири потомка.

### Комерцијална употреба
Даброви су ловљени, заробљавани и експлоатисани због крзна, меса и кастореума (жућкасти ексудат из кесица одраслих јединки). Пошто су животиње обично обитавале на једном месту, ловци су их лако могли пронаћи и могли су да убију читаве породице у јазбини. Многи предмодерни људи погрешно су мислили да кастореум производе тестиси или да су кесе дабра његови тестиси, а да су женке хермафродити. Езопове басне описују како даброви жваћу своје тестисе да би се сачували од ловаца, што је немогуће јер се тестиси даброва налазе унутра. Овај мит је постојао вековима, а исправио га је француски лекар Гијом Ронделе 1500-их. Даброви су се кроз историју ловили и хватали коришћењем разних замки, мрежа, лукова и стрела, копља, тољага, ватреног оружја. Кастореум је коришћен да намами животиње.
Кастореум је коришћен у разне медицинске сврхе; Плиније Старији га је промовисао као лек за стомачне проблеме, надимање, нападе, ишијас, вртоглавицу и епилепсију. Он је навео да може да заустави штуцање када се помеша са сирћетом, зубобољу ако се помеша са уљем (давањем у ушни отвор на истој страни као и зуб), и може се користити као противотров. Кастореум се прописивао за лечење хистерије код жена, за коју се веровало да је изазвана „токсичном” материцом. Својства кастореума приписују се акумулацији салицилне киселине из стабала врбе и јасике у исхрани дабра и има физиолошки ефекат упоредив са аспирином. Данас је медицинска употреба касторијалних жлезди опала и ограничена је углавном на хомеопатију. Ова супстанца се такође користи као састојак у парфемима и тинктурама те и као арома у храни и пићима.
Различите групације Америчких староседеоца су кроз историју ловиле даброве ради прехране, више су волели његово месо од другог црвеног меса због већег садржаја калорија и масти, а даброви су остајале пуначке током зиме, када су биле највише ловљене. Кости су коришћене за прављење оруђа.  У средњовековној Европи, католичка црква је дабра сматрала једном делом сисара, а делом рибом, и дозвољавала је следбеницима да једу љускави, рибљи реп петком током поста. Тако су даброви репови били веома цењени у Европи; описао их је француски природњак Пјер Белон као да имају укус „лепо преливене јегуље“.
За израду шешира користиле су се даброве коже. Број потребних кожа зависио је од врсте шешира. Крајем 16. века, Европљани су почели да сраде са северноамеричким крзном због недостатка пореза или царина на континенту и опадања крзнарства код куће. Даброва крзна је изазвала или допринела ратовима који су на енглеском језику познати као Beaver Wars, рату краља Вилијама и француском и индијском рату; трговина је учинила Џона Џејкоба Асора и власнике фирме North West Company веома богатим. За Европљане у Северној Америци, трговина крзном била је покретач истраживања и истраживања на западу на континенту и контакта са домородачким народима, који су трговали њима  Трговина крзном је достигла врхунац између 1860. и 1870. године, када је преко 150.000 крзна годишње куповано од стране компаније Компанија Хадсон Беј и компанија за трговину крзном у Сједињеним Америчким Државама. Савремена глобална трговина крзном није толико профитабилна због кампања за очување, против крзна и права животиња.

### У култури
Симбол дабра се користи да представља продуктивност, трговину, традицију, мужевност и углед. Позивање на вештину дабра се огледа у свакодневном језику. Глагол у енглеском језику to beaver значи радити са великим напором и бити заузет као дабар. Иако углавном као симбол има позитивно значење и контекст, симбол дабра се користи као сленг израз за стидницу.
Митови америчких домородаца наглашавају вештину и марљивост дабра. У митологији Хаида, даброви воде порекло од Дабра-Жене, која је изградила брану на потоку поред њихове колибе док јој је супруг био у лову и она је по овом миту родила прве даброве. У причи народа Кри, Велики дабар и његова брана изазвали су светску поплаву. Друге приче говоре о дабровима који користе своје вештине глођања дрвета против непријатеља. Даброви су представљени као пратиоци у неким причама, укључујући причу племена Лакота у којој млада жена бежи од злог мужа уз помоћ свог љубимца дабра.
Европљани су често приказивали даброве са пренаглашеним зубима налик на кљове, телима налик на псе или свиње, рибљим реповима и видљивим тестисима. Даброви су међу Европљанима били третирани као животиње из света фантазије. Француски картограф Николас де Фер илустровао је даброве како граде брану на Нијагариним водопадима, фантастично их приказујући као људе градитеље. Даброви су се такође појављивали у књижевним делима као што су Божанствена комедија Дантеа Алигијерија и списи Атанасија Кирхера, који је написао да су на Нојевој барци даброви били смештени у близини каде напуњене водом коју су такође користиле сирене и видре.
Дабар је као симбол био дуго био повезиван са Канадом; приказан је на првој  поштанској марки са илустрацијом, издатој у канадским колонијама, 1851. Проглашена је за националу животињу Канаде 1975. године. Налази се на: кованици од пет центи у Канади, грб компанија и логотипи Паркова Канаде користе симбол дабра. Френк и Гордон су два измишљена дабра која су се појављивала у рекламама Bell Canada између 2005. и 2008. Међутим, то што је дабар глодар је било контроверзно и није изабран да буде на грбу Канаде 1921. Дабар се обично користи да представља Канаду у политичким карикатурама, обично да се земља означи као пријатељска али релативно слаба нација. У Сједињеним Америчким Државама, дабар је званична животиња (симбол) Њујорка и Орегона. Такође се налази на грбу Економски факултет Универзитета у Лондону (енгл. London School of Economics).

## Галерија
- Канадски дабар
- Канадски дабар
- Дабар плива
- Даброва брана